# Eustomias simplex
Eustomias simplex és una espècie de peix de la família dels estòmids i de l'ordre dels estomiformes.

## Morfologia
- Els mascles poden assolir 22,4 cm de longitud total.[3][4]

## Hàbitat
És un peix marí i d'aigües tropicals (37°N-34°S).

## Distribució geogràfica
Es troba des del Marroc fins al Sàhara Occidental, a l'Atlàntic occidental (des dels Estats Units fins a Cuba, i, també, davant les costes del Brasil), a l'Índic i al Pacífic.